# Folsom Prison Blues
„Folsom Prison Blues“ je americká píseň ve stylu country music, kterou v roce 1955 nazpíval Johnny Cash. Stala se jedním z jeho největších hitů.
Pojednává o vězni, který ze své cely slyší jedoucí vlak a přitom vzpomíná na své zločiny a představuje si život na svobodě.

## Pozadí a autorství písně
Cashovou inspirací pro napsání písně bylo zhlédnutí filmu Inside the Walls of Folsom Prison (1951), v době kdy sloužil u Letectva Spojených států amerických v Západním Německu.
Dalším zdrojem inspirace byla píseň Gordona Jenkinse „Crescent City Blues“ z roku 1953. Cash použil její melodii a značnou část textu. Jenkins nicméně po vydání „Folsom Prison Blues“ nebyl uveden jako spoluautor.

## Provedení
Cash tuto píseň často hrával na koncertech po celý zbytek své kariéry. Nejznámější verze pochází ze 13. ledna 1968, kdy Cash se svou kapelou vystupoval v samotné folsomské věznici. Celý koncert byl později vydán na úspěšném albu At Folsom Prison. Verze z tohoto alba je o něco rychlejší než původní studiová nahrávka a také celé album otevírá.

## Česká verze
Českou verzi písně nahrála kapela Greenhorns pod názvem „Blues Folsomské věznice“. Později byla často zpívána i jinými skupinami. Jan Vyčítal nahrál v 90. letech i parodovanou verzi.

## Prodejnost
| Hitparáda (1968)                   | Nejvyšší pozice |
| ---------------------------------- | --------------- |
| U.S. Billboard Hot Country Singles | 1               |
| U.S. Billboard Hot 100             | 32              |
| Canadian RPM Country Tracks        | 1               |
| Canadian RPM Top Singles           | 17              |